# 杜布里奇山脈
71°30′S 168°53′E / 71.500°S 168.883°E
杜布里奇山脈（英語：DuBridge Range）是南極洲的山脈，位於維多利亞地的彭內爾海岸，屬於阿德默勒爾蒂山脈的一部分，全長37公里，由皮特克維奇冰川延伸至希普利冰川，美國地質調查局根據測量和該國海軍的空中照片繪入地圖。